# انتقام وایات ارپ
انتقام وایات ارپ (به انگلیسی: Wyatt Earp's Revenge) فیلمی محصول سال ۲۰۱۲ و به کارگردانی میشل فیفر است. در این فیلم بازیگرانی همچون وال کیلمر، دایانا دی‌گارمو، کیتلین بلک، شان رابرتس، مت دالاس، ویلسون بتل و تریس ادکینز ایفای نقش کرده‌اند.
این فیلم داستان زندگی وایات ارپ است.